# Dagoberto Valdés Hernández
Dagoberto Valdés Hernández (Pinar del Río, 4 agosto 1955) è un giornalista e attivista cubano.
Intellettuale di estrazione cattolica, si è laureato nel 1980 in ingegneria agroalimentare presso l'Università di Pinar del Río, dove ha successivamente insegnato per qualche anno.
Fondatore delle riviste di ispirazione cattolica Vitral e Convivencia, è stato più volte perseguitato dal Governo cubano per le sue idee dissidenti. È stato più volte premiato da varie istituzioni occidentali per il suo attivismo per i diritti umani a Cuba.